# ビートルズの海賊盤
この項ではビートルズの海賊盤について述べる。ビートルズの海賊盤のほとんどは録音媒体であるが、映像作品として発売された例もある。1960年代後半にビートルズの海賊盤が最初に現れてから、彼らは最も多くの海賊盤が作られたロックバンドの1つとなった。
海賊盤音源にはテレビ、ラジオ、公演の演奏録音、試聴盤、個人所有のデモ・テープの流出、秘かに複製されたスタジオ・セッション・テープ等、複数の音源が含まれている。単一の音源で海賊盤が最も多く作られたものは、1969年のゲット・バック・セッション時のリハーサルやレコーディングの音源であり、次いでBBCラジオ出演時の演奏、スタジオでのアウトテイクが膨大な量の海賊盤の音源となっている。

## 海賊盤史概観
ビートルズの海賊盤で最初に有名になったのは、1969年頃にレコード会社名の記載のない真っ白なジャケットで流通したアルバム『Kum Back』であった。これは、ゲット・バック・セッションのバランス・エンジニア、グリン・ジョンズがアルバム『Get Back』用に作成した初期のミキシングのアセテート盤が基になっている。「ゲット・バック・セッション」の海賊盤は、ジョン・レノンが意図せずに音源の流出元となった可能性がある。レノンは「（海賊盤は）俺が誰かにやったアセテート盤をそいつが持っていって、先行プレスだか何だかだと言って放送された物が基になっていると聞いた」と語っている。
1970年代初めに現れた海賊盤の中では有名なものとして、1963年以降のBBCラジオでの演奏から14曲が収録された『Yellow Matter Custard』や、「ゲット・バック・セッション」の音源が2枚組のアルバムに収録された『Sweet Apple Trax』が挙げられる。1978年には、デッカ・レコードでのオーディション・テープが海賊盤業者に買い取られ、これを音源にした45回転のシングル盤が多数出回った。この時期の海賊盤業者は、他の業者の海賊盤をコピーしたり、包装を変えたりして再発売することが多かったため、有名な海賊盤の中には、複数の海賊盤レーベルから発売されたものも多かった。1970年代のビートルズの海賊盤レーベルで大規模だったものには、「The Amazing Kornyfone Record Label(TAKRL)」、「ContraBand」、「Trademark of Quality」、「Wizardo」などがある。
EMIは、ビートルズの未発表曲・未発表テイクのアルバム『Sessions』を1985年に発表しようと計画していたが、編集終了後にビートルズ側が拒否したため実現しなかった。同年の末頃にはこのアルバムの海賊盤コピーが広く出回った 。1980年代に『Sessions』の準備のために行われたEMIの保管音源の整理や調査、またマルチメディア・ショーがアビー・ロード・スタジオで行われた際に、音源の高音質のコピーが秘かに作成された疑いが強い。1988年に発売された「Swingin' Pig」レーベルの海賊盤CDのシリーズ、『Ultra Rare Trax』は、そのようなコピー音源が元となったと思われる。このシリーズにはそれまで海賊盤としても発表されていなかった曲・テイクが、公式盤に匹敵する高音質で収録されている。
1980年代終わりには、ビートルズのスタジオ・アウトテイクを専門とするレーベル「Yellow Dog」も、『Ultra Rare Trax』と似たCDシリーズ、『Unsurpassed Masters』を発売した。「Yellow Dog」と「Swingin' Pig's」は共に「Perfect Beat」社の子会社で、同社はルクセンブルクで登記されている。同国はEU加盟国の中で、著作権に関する法律が最も寛容な国である。「Yellow Dog」は1991年には1968年の「キンファウス（イーシャー）・デモ」のテープから22曲を収録した『Unsurpassed Demos』を発売したが、そのうちの何曲かは、1988年に始まったラジオ番組『The Lost Lennon Tapes』で、既に放送されたことのあるものだった。
1993年、ビートルズのBBCラジオでの演奏音源を収録したCD9枚組のボックス・セット が、イタリアの「Great Dane」レーベルから発売された。1994年から1996年にかけて『Live at the BBC』及び『The Beatles Anthology』が発売され、それまで海賊盤として出回っていた多くの音源が、より高音質で公式に流通するようになっても、新たな海賊盤は相変わらず出回り続けている。「Silent Sea」レーベルは1999年から、スタジオ・アウトテイク音源を再編纂し、上質な外装とライナーノーツを付属したCD-Rの発売を開始した。。2000年には、「Vigatone」レーベルが、以前に出していた「ゲット・バック・セッション」のCD8枚組セットの内容を拡充し、17枚組のCDセット『Thirty Days』を発売した。2000年代初めには、DVDの登場によりライヴ映像、テレビ番組、プロモーション・フィルムやさらに珍しい映像が、海賊盤ビデオとして流通するようになった。
ブロードバンドインターネット接続の普及は、海賊盤業界に変革をもたらしている。「The Purple Chick」レーベルは、スタジオ・セッションや「ゲット・バック・セッション」、BBCラジオ等の音源をデジタル処理により音質を向上させ、テーマ毎に分類した上でインターネット上のファン・サイト等を通じて無料で配信している。アメリカの作家、ジャーナリストのリッチー・アンターバーガーは、「今や海賊盤を買わなくても、流通しているビートルズの未発表音源を完全収集することは理論上可能である」と指摘している。

## 海賊盤として流通している音源

### クオリーメン〜シルヴァー・ビートルズ時代（1957年 - 1960年）
トニー・シェリダンとの共演による公式盤を除き、メジャーデビューの1962年より前のグループの音源としては、以下の3種類のみが知られている。
- 1957年7月6日のライヴ音源 クオリーメン（ビートルズの前身）がウールトン（リヴァプール郊外）のセント・ピーターズ・パリッシュ教会の祭で演奏したときの音源で、この日、ジョン・レノンとポール・マッカートニーが共通の友人の紹介で初めて出会った日の録音として特に有名である。退職したある元警察官が、ショーの会場で自らグルンディッヒ社製のポータブル・テープレコーダーの試し録りをしたテープを1994年に再発見した。テープにはひどい音質で、クオリーメンによるVernon Dalhartの「Puttin' On the Style」とエルヴィス・プレスリーの「Baby Let's Play House」の演奏が収められていた。後年、テープがサザビーズでオークションに出品された際に、「Puttin' On the Style」からの30秒間の抜粋が宣伝として公開された。テープはEMI により78,500ポンドで購入され、オークションで販売された録音テープとしては最高値を記録した。EMIはテープの音質が『The Beatles Anthology』に収録するには悪すぎると判断した。テープには復元作業が加えられ、2007年6月26日にBBCが放送したラジオのドキュメンタリー番組『The Day John Met Paul（ジョンとポールが初めて出会った日）』の中で、上記2曲の抜粋が放送された。
- クオリーメンのアセテート盤（1958年） 1958年中頃にクオリーメンは、リヴァプールの録音スタジオ「Phillips' Sound Recording Services」で自ら金を払ってバディ・ホリーの「That'll Be the Day」とポール・マッカートニーとジョージ・ハリスン共作のオリジナル曲「In Spite of All the Danger」を録音し、アセテート盤を作った。2曲ともに『The Beatles Anthology 1』に収録されている[15]。
- ホーム・リハーサル（1960年） 1960年にグループが行った、1時間以上に及ぶリハーサルを録音したテープの音源も海賊盤として出回っている。録音の詳しい日時や場所は不明である。マッカートニーはかつてこのテープについて、1960年4月に彼の自宅で録音されたものであると語ったことがあるが[16]、実際には数カ月間隔を空けて行われた2回のリハーサルの模様がテープに録音されている可能性がある[17]。このテープからは3曲が『The Beatles Anthology 1』に収録されている。テープには他にも、後にビートルズがスタジオで正式に録音した曲の初期のヴァージョン、「Matchbox」、「One After 909」、「I'll Follow the Sun」の他、「Well, Darling」、「Hello Little Girl」、「That's When Your Heartaches Begin」、「Wild Cat」、「I'll Always Be in Love with You」、「Some Days」、「Hallelujah I Love Her So」、「The World Is Waiting for the Sunrise」、「You Must Write Every Day」、「Movin' and Groovin」、「Ramrod」が収録されている。

### デッカ・オーディション（1962年）
1962年1月1日に、ビートルズはデッカ・レコードでオーディションを受けた時の音源。15曲（内3曲がレノン＝マッカートニーの作品で、残り12曲はカバー曲）の演奏が録音されている。5曲が『The Beatles Anthology 1』に収録されている。
上記15曲のうち14曲が1978年に、「Deccagone」レーベルから、ピクチャー・スリーヴに入ったカラー・ヴィニール製のシングル盤として発売され、翌年には15曲全てが「The Circuit Records」レーベルから海賊盤アルバム『The Decca Tapes』として発売された。
デッカ・オーディションの音源はビートルズがEMIとレコーディング契約を結ぶ前に録音されたものであるため、著作権の帰属があいまいになっており、1981年以降、様々な形態の商品が流通した。このように生まれた「違法ではないが公式盤でもない」アルバムには、レノン＝マッカートニーの3曲が省かれているものもあった。1980年代後半にはビートルズ側が法的手段に訴え、このようなアルバムの流通は差し止められた。

### キャヴァーン・クラブでのリハーサルとテレビ放送用素材（1962年）
1962年8月から12月までのいつごろかに、ビートルズが当時レギュラー出演していた地元のキャヴァーン・クラブで、自分達のリハーサルの模様を録音した音源である。収録曲は「I Saw Her Standing There」、「One After 909」（2ヴァージョン）、「Catswalk」（2ヴァージョン）である。
1962年8月22日、グラナダ・テレビの撮影班が、「Scene at 6:30」という番組での放送用にビートルズのキャヴァーン・クラブでのライヴ演奏を撮影した。ジェリー・リーバーとマイク・ストーラーによる楽曲「Some Other Guy」の演奏が2テイク撮影された。しかし、撮影されたフィルムの音質に難があるとされたため、翌9月5日、グラナダ・テレビの音声録音班が再びキャヴァーンを訪れ、より高音質のライヴ演奏を先に撮影されたフィルムにシンクロするように録音した。この時には「Some Other Guy」の再録音に加え、「Kansas City/Hey-Hey-Hey-Hey」の演奏も録音された。この撮影はビートルズが公式に撮影されたものとしては最初期のものであり、テレビ初出演にもなるはずであった。しかし、フィルムは1年以上も倉庫にしまわれたままとなり、ビートルズが全国的な名声を得てから初めて放送された。映像は『The Beatles Anthology』などのドキュメンタリーで使用されているほか、両日の録音が海賊盤として流通している。

### スター・クラブ出演時の音源（1962年）
ビートルズのハンブルクのスター・クラブでの出演契約は1962年12月までであった。その最後の出演時の演奏の一部がスター・クラブのステージ・マネージャーであったアドリアン・バーバー（Adrian Barber）により録音された。録音されたテープは最終的に、スター・クラブに出演していた他のバンドのリーダー、テッド・”キングサイズ”・テイラー（Ted "Kingsize" Taylor）の手に渡った。後にテイラーはテープを売却し、それを音源とする2枚組アルバム『Live At The Star-Club In Hamburg, Germany; 1962』が1977年に「Lingasong」から発売された。
このアルバムの初版のライナーノーツには、録音はビートルズがEMIと契約する前の1962年の春、当時まだビートルズのドラマーだったピート・ベストの代役を「たまたまリンゴ・スターが務めた晩のステージのもの」と誤った記述が成されている。このアルバムの販売差し止め訴訟での意見陳述の中で、レノンは「ライナーノーツは不正確なばかりでなく、訴訟を視野に入れて書かれたように見える」と記している。ビートルズ側の敗訴によりアルバムの販売は適法と見做されるようになり、初版に収録された30曲はその後20年もの間、複数のレコード会社により販売権が取得された。販売権を取得したレコード会社の中でも著名なのはアメリカのソニー・ミュージックエンタテインメントで、1991年にCDを発売している。ビートルズ側が再度提訴したため、1998年に「Lingasong」は音源のテープを返還し、これを基にした全ての商品の販売停止に合意した。
テープの音質は悪く、ヴォーカルはよい部分でも「布ごしに遠くから聞いているようである」と評されている。テープの中でビートルズは若々しく、騒々しいハンブルクの雰囲気に合った演奏を聴かせている。上述の30曲の大多数はビートルズによって後に正式にレコーディングされたり、BBCラジオ出演時に演奏されたりしたが、残り9曲はいかなる形でも公式には発表されていない。
上述の30曲以外にも、このテープからの数曲が海賊盤に収録されたことがある。「Road Runner」（ボ・ディドリーの楽曲のカバー）、「Money」（リード・ヴォーカルはトニー・シェリダン）、「Red Hot」の一部、そしていくつかの楽曲の他の回の演奏である。

### BBCセッション（1962年 - 1965年）
ビートルズのBBCのラジオ番組への出演は、1962年3月7日録音の『Here Teenager's Turn – Here We Go』から1965年5月26日録音の『The Beatles Invite You to Take a Ticket to Ride』までで、88曲が演奏され、通算275回が放送された。これらの演奏の初期の海賊盤は、ラジオ放送を家庭用のレコーダーで録音したものを音源としていた。BBCにはセッション・テープや番組のマスターテープを保管する慣例はなかったものの、1980年代にBBCラジオの特別番組の製作のために調査が行われ、BBC内の様々な部署に保管されていた高音質の配布用コピーが発見された。
1980年代から1990年代初めの間には、上述のBBCセッションのコピーを音源とする海賊盤が多く多く出回ることとなった。最も有名なものには、放送の著作権保護期間が切れたイタリアの「Great Dane」レーベルから1993年に発売されたCD9枚組のボックス・セット『The Complete BBC Sessions』である。これら高音質の海賊盤が広く流通したため、アップル・コアはBBCセッションの公式盤を早急に発表する必要に駆られ、1994年、CD2枚組のアルバム『Live at the BBC』が発売された。このセットにはスタジオ等では録音されず、BBC出演時以外の録音が残っていない36曲のうち30曲が収録のほか、26曲の既発表曲やメンバーと司会者の会話も収録されている。
海賊盤業者はその後も、ビートルズの出演したほとんど全てのBBCの番組や、少数現存するBBCのセッション・テープからのアウトテイクを収集し続けた（初期の出演番組のいくつかは音源が未だに見つかっていない）。こうした網羅的な海賊盤として、「Secret Trax」レーベルから2001年にCD10枚組のセットが、2004年には「Purple Chick」からオーディオCD10枚とCD EXTRA1枚から成るセットがそれぞれ発表されている。

### スタジオ・アウトテイク（1962年 - 1970年）
ビートルズのスタジオ・アウトテイクも数多くが海賊盤になっており、アルバム『Please Please Me』のセッションのように1つのセッション全体のテープから、断片的なセッションの一部、別ミックスやアセテート盤の音源まで、幅広い範囲のものが流通している。海賊盤に収録された最初のスタジオ・アウトテイクは、1972年に発売された『The Beatles』セッションからの未発表曲「What's the New Mary Jane」である。これはジョン・レノンが友人に譲ったアセテート盤が海賊盤業者に渡り、音源と成なっていた。1977年には「I Am the Walrus」と「The Fool on the Hill」のラフミックスが海賊盤として発売された。これはラジオ・ルクセンブルクで放送されたアセテート盤を音源としている。
ビートルズと契約が切れた1976年以降、EMIは将来の発表に備えて未発表音源の整理を開始したが、その際にEMI内部で編集した未発表曲入りのカセットが流出し、これが海賊盤の音源となった。収録されていたのは「Leave My Kitten Alone」（カバー曲）、「One After 909」（1963年録音のヴァージョン）、「If You've Got Trouble」、「Christmas Time (Is Here Again)」、「That Means a Lot」、「Come and Get It」、「Dig a Pony」（未編集ヴァージョン）、「ゲット・バック・セッション」からのメドレー2つ「Rip It Up/Shake, Rattle and Roll」、「Not Fade Away/Bo Diddley」である。
1981年にEMIのエンジニア、ジョン・バレット（John Barrett）は、ビートルズが7年もの間に遺したテープ素材の完全な収集と分類を任ぜられた。この作業は2つの企画のためであった。1つはアビー・ロード・スタジオで一般公開の下行われた、音と映像のプレゼンテーション「The Beatles Live at Abbey Road」（1983年7月18日開始）、そしてもう1つはアウトテイクを集めたアルバム『Sessions』であった。『Sessions』には、それまで海賊盤として出回っていたカセットに収録されていた曲に加え、「Not Guilty」、「What's the New Mary Jane」、「How Do You Do It」、「Besame Mucho」、「Mailman, Bring Me No More Blues」、「While My Guitar Gently Weeps」（デモ）、そして「Ob-La-Di, Ob-La-Da」と「I'm Looking Through You」の別テイクが収録される予定であった。アルバムの発表は1985年に計画されていたが、その後ビートルズのメンバー拒否により発表は見送られた。アビー・ロード・スタジオでのプレゼンを参観者が盗み録りしたものや、流出した『Sessions』の促販用アセテート盤、おそらく企画準備の段階で流出したテープのコピーが海賊盤業者の手に渡り、『Ultra Rare Trax』や『Unsurpassed Masters』といった海賊盤CDにこれらの楽曲が収録された。これらの楽曲のほとんどは1995年と1996年に、『The Beatles Anthology』に収録、公式に発表された。
スタジオ・アウトテイクの新発見は現在も続いている。2009年2月には、「Revolution」のテイク20のセッション・テープの10分46秒の完全版が、海賊盤CD『Revolution: Take... Your Knickers Off!』に収録、発表された。これは記念碑的レコーディングと称されているもので、5分にも及びフェード・アウトに続き、最後にレノンとオノ・ヨーコの会話が収録されている。

### 公演（1963年 - 1966年）
デビューから3年間続けられた公演での演奏も多くが海賊盤になっている。1回の公演をほぼ完全に収録した最も初期の海賊盤は、1963年12月7日にリヴァプール・エンパイア・シアター公演のものである。映像作品『The Beatles Anthology』には、映像も抜粋して使用されているが、そのうちいくつかは海賊盤ビデオとして完全収録したものが流通している。以下は、海賊盤として流通している公演の中でも代表的なものである。
- ワシントン・コロシアム公演（1964年） 1964年2月11日にワシントンD.C.で開催されたビートルズ最初のアメリカ公演で、白黒で撮影され、後に映画館で公開された[28]。『The Beatles Anthology』や公式ビデオ、『The Beatles: The First U.S. Visit（英語版）』にも断片が使用されているが、2003年に「Passport Video」レーベルから発売された DVD『The Beatles in Washington D.C.』にほぼ完全に収録された。ほぼ完全版は他にも非公式DVD『Beatles Around the World』にも収録されている[28]。これらの画質はビデオ収録されたマスターテープをフィルムにキネコ変換されたもので全て「暗い、粗い、チラチラしている」が[28]、2005年にマスターテープの原版がオークションに出品され、将来、高画質版が発表される可能性がある[29]。2010年、ビートルズ全オリジナル・アルバムがiTunesから配信販売された際、セット販売のみリマスターされた完全版ビデオが付属された。
- ハリウッド・ボウル公演（1964年・1965年） 1977年にEMIが発売した公式LP『The Beatles at the Hollywood Bowl』は、1964年8月と1965年8月に行われた3回のハリウッド・ボウル公演の録音を抜粋、編集して収録したものである。このアルバムは長らく公式にCD化されず、LP盤を直接コピーした海賊盤CD（いわゆる「針落とし」）が流通しているほか、3回の公演を完全に収録したものもある。これらの公演での演奏のうち、公式LPに収録されていなかった「Baby's in Black」は1996年に発売されたCDシングル『Real Love』に収録され、「I Want to Hold Your Hand」は2006年に発売されたサウンドトラック『LOVE』にスタジオ音源とミックスした音源が収録された。2016年には『Live at the Hollywood Bowl』としてオリジナル盤未収録「You Can't Do That」「I Want to Hold Your Hand」「Everybody's Trying To Be My Baby」「Baby's in Black」の4曲を追加してCD化された。
- パリ公演（1965年） ビートルズは1965年6月20日、パリで2回の公演を行った。公演の模様は2回ともフランスでラジオ放送され、結果まずまずの音質の海賊盤が出回ることとなった。2回目の公演を収録したビデオも存在する[30]。
- シェイ・スタジアム公演（1965年） 1965年8月15日に行われたシェイ・スタジアム公演はフィルムに撮影され、テレビ番組『The Beatles at Shea Stadium』として放送された。このテレビ番組やその音源が様々なフォーマットの海賊盤になっている。そのうち「Everybody's Trying To Be My Baby」のみ1曲が、『The Beatles Anthology 2』に収録され、公式発表されている。最近になりオリジナル音源の完全版が発見され海賊盤で出回っている。
- 日本公演（1966年） ビートルズは東京都の日本武道館で1966年6月30日から合計5回の公演を行い、6月30日、7月1日の夜の部の公演がそれぞれテレビ局によりカラーでビデオ撮影された。6月30日の夜の部の公演のビデオは日本でのみ『ザ・ビートルズ武道館コンサート』として公式ビデオが発売されたことがある。画質、音質ともに状態が最もよい公演のビデオ記録であるが、ビートルズの演奏はやる気のない、ぞんざいなものになっている。『The Beatles Anthology』で一部を見ることが出来る。
- キャンドルスティック・パーク公演（1966年） ビートルズ最後の公演として名高い1966年8月29日のサンフランシスコのキャンドルスティック・パークでの公演が、広報担当者のトニー・バロウにより、ポータブル・レコーダーで録音された。録音はポール・マッカートニーの要請で行われた。公演の終わり数分前は、テープ切れのため収録されていない[31]。映像もいくつか断片なものが発見されており、これもマニアの間で出回っている。

### テレビ番組（1963年 - 1968年）
ビートルズは多数のテレビ番組にも出演しており、その抜粋の多くが『The Beatles Anthology』にも使用されている。これら多くの番組が完全な形で海賊盤になっている。最も有名なところでは、1964年と1965年に4回出演した『The Ed Sullivan Show』があり、後年何度も海賊盤として流通した末に、2003年に公式DVD『The Four Complete Historic Ed Sullivan Shows Featuring The Beatles』が発売された。
その他に海賊盤ビデオになった有名なテレビ番組には、1963年10月のスウェーデンの番組『Drop In』出演時のもの（4曲の演奏）や、1964年4月のイギリスの特別番組『Around the Beatles』、同年6月のオーストラリアの特別番組『The Beatles Sing for Shell』（7曲が完全な形で現存、あとの2曲は断片のみが残る）などがある。また、1968年9月の『Frost on Sunday』出演時の音源は、複数のテイクが流通した。

### ホーム・デモ（1963年 - 1969年）
ビートルズのメンバーは、当時ビートルズの楽曲出版を行っていたノーザン・ソングスに著作権登録を行うため、もしくは他のメンバーに聞かせるためや、他のアーティストに楽曲を提供するために、自宅で新曲のデモを録音することが時々あった。
海賊盤になっているレノンのデモ・テープの多くは、ラジオ番組『The Lost Lennon Tapes』で初公開されたものだった。現在、海賊盤等で入手可能なレノンのデモには「Bad To Me」や「I'm in Love」、「If I Fell｣（1964年）、「Everyone Had A Hard Year」（後に「アイヴ・ガッタ・フィーリング」の一部として発表、1968年）の他、「She Said She Said」、「Strawberry Fields Forever」、「Good Morning Good Morning」「Across the Universe」、「You Know My Name (Look Up the Number)」、「Don't Let Me Down」の初期のもの、また、後にソロとして正式にレコーディングされた「Oh My Love」、「Cold Turkey」などがある。
マッカートニーのデモでは、「One and One Is Two」、「Step Inside Love」、「Goodbye」や、「We Can Work It Out」 、「Michelle」の初期ヴァージョンが知られている。1963年のハリスンのデモ、「Don't Bother Me」も海賊盤になっている。

### クリスマス・レコード（1963年 - 1969年）
1963年から1969年まで毎年、ビートルズは自分達のファンクラブの会員に配布するためのソノシートを制作していた。1970年には、これらのレコードが1枚のLPにまとめられ、『From Them to You』と題してファンクラブから発表された（アメリカでのタイトルは『The Beatles' Christmas Album』）。このアルバムは一般向けには販売されなかったためしばしば海賊盤化され、その中には、クリスマス・レコードのセッションからのアウトテイクが同時収録されているものもあった。1967年のクリスマス用ソノシートのために録音された楽曲「Christmas Time (Is Here Again)」は、後に1995年のCDシングル『Free as a Bird』に収録されて公式に発表され、2017年にはボックス・セット『クリスマス・レコード・ボックス』として公式に一般発売された。また、1963年のクリスマス用ソノシートは、2009年に発売された音楽ゲームソフト『The Beatles: Rock Band』（日本未発売）に収録され、1965年のクリスマス用ソノシートの一部が『LOVE』に収録の「All You Need Is Love」に使用されている。

### ホワイト・アルバム（キンファウス）・デモ（1968年）
1968年5月ビートルズは、次回のアルバムに収録する候補曲を検討するため、サリー州イーシャーにあった、ジョージ・ハリスンの自宅（通称キンファウス）に集まりデモを録音した。このセッションで、27曲（大半はアコースティック・ギターによるもの）が録音された。そのうち、マッカートニーが後に最初のソロ・アルバムでレコーディングする「Junk」などの7曲はCD、『The Beatles Anthology 3』に収録されている。残りの20曲のうち15曲は『The Beatles』で正式に発表され、「Not Guilty」、「What's the New Mary Jean」はアルバム用にレコーディングされたが、最終的に収録曲から外された。『The Beatles Anthology』に収録されているこのセッションの音源は、編集されているものの、それまでの海賊盤に比べ格段に音質がよいため、全27曲のテープが高音質で現存していると思われ、キンファウス・デモの完全版が、今後公式盤として発表される可能性がある。その後、2018年に発売された『The Beatles: 50th Anniversary Edition』に収録され、公式盤として発表された。
ビートルズがスタジオでレコーディングを行わなかった残る3曲は以下のとおり。
- 「(I'm Just a) Child of Nature」 後にジョン・レノンが歌詞を改変して、ソロで「Jealous Guy」として発表。
- 「Circles」 後にジョージ・ハリスンがソロ・アルバム『Gone Troppo』の中で発表。
- 「Sour Milk Sea」 ハリスンの作品。後にジャッキー・ロマックス（英語版）によりレコーディングされ、アップル・レコードレーベルの最初期のシングルとして発売された。

### ゲット・バック・セッション（1969年）
1969年1月、ビートルズはイギリスのテレビ・ディレクター、マイケル・リンゼイ・ホッグの監督の下、1966年以来初めてとなる公演のリハーサルの様子を撮影するために集まった。リハーサルとコンサートは、テレビのドキュメンタリー番組や、次回のアルバムの素材となるはずだった。しかし、メンバー間の意見の食い違いにより、計画の大半は破棄された。予定されていた企画は縮小され、アップルの屋上で1969年1月30日に行われた（いわゆるルーフトップ・コンサート）。撮影された演奏の模様は映画『Let It Be』として公開され、同名のアルバムが1970年5月に発売された。
リハーサルとレコーディングはトゥウィッケナム映画撮影所、1月2日から14日まで）と、アップル（1月21日から31日まで）で行われ、撮影されたフィルムと、そのサウンドトラック用に録音されたテープは100時間以上に上った。これらのテープがゲット・バック・セッションの大半の海賊盤の音源になっている。このセッションでは、後にビートルズによって公式に発表されたもの以外にも何百ものカバー曲・オリジナル曲が演奏された。しかし、その多くは短く（演奏時間が10秒に満たないものもある）、オリジナル曲も大半はアイデアがまだ煮詰まっていない段階での即興的な演奏であるため、「無意識に手が勝手に描いた落書きの音楽版」とも評される。リハーサルのテープの一部は、2003年の公式アルバム『Let It Be...Naked』のボーナス・ディスクに収録された。
比較的完全な演奏で、海賊盤として流出したことのある曲には、「Watching Rainbows」、「Commonwealth」、「The Palace of the King of the Birds」（後にマッカートニーによってレコーディングされるが未発表）、そして「All Things Must Pass」と「Hear Me Lord」（2曲とも後にジョージ・ハリスンにより発表）、「Gimme Some Truth」（後にレノンにより発表）、「Teddy Boy」と「Hot as Sun」（2曲とも後にマッカートニーにより発表）などがある。
ルーフトップ・コンサートの一部は映画『Let It Be』や『The Beatles Anthology』で見ることが出来るが、完全版が収録された海賊盤が発売されている。ルーフトップ・コンサートで演奏されていた曲は、「Get Back」（1回目と2回目）、「I Want You (She's So Heavy)」（断片的なギター演奏）、「Don't Let Me Down」、「I've Got a Feeling」、「One After 909」、「Dig a Pony」、「God Save the Queen」（テープ交換の間に短く演奏されている）、「I've Got a Feeling」（2回目）、「Don't Let Me Down」（2回目）、「Get Back」（3回目）である。
1969年1月30日、グリン・ジョンズは、セッションから選んだ曲をミキシングし、ビートルズに聞かせるためにアセテート盤を作成した。このアセテート盤には、後にアルバム『Let It Be』で発表された楽曲のほかに、「Teddy Boy」、「The Walk」（ジミー・マクラクリンの楽曲）も含まれていた。これが最初に流出したゲット・バック・セッションの音源で、1969年9月以降、複数のラジオ局で放送され、同年終わり頃から出回り始めた『Kum Back』のような海賊盤の音源となったCITEREFWinn2009。ジョンズは1969年3月にも同様の作業を懸命に行ったが、その際に作られたアセテート盤も、音質の悪い海賊盤になっている。
ジョンズは後にアルバム『Get Back』の試作版を2つ作成しており、2つとも海賊盤として広範囲に出回った。1969年5月28日にジョンズが作成した試作版の収録曲は、「One After 909」、「Rocker」、「Save the Last Dance for Me」、「Don't Let Me Down」、「Dig a Pony」、「I've Got a Feeling」、「Get Back」、「For You Blue」、「Teddy Boy」、「Two of Us」、「Maggie Mae」、「Dig It」、「Let It Be」、「The Long and Winding Road」、「Get Back (Reprise)」であった。
無数に出されたゲット・バック・セッションの海賊盤の中で特筆すべきは、1980年に発売されたLP5枚組、『The Black Album』である（収録内容は、これよりも高音質の海賊盤が以前にも出回っていた）。2000年代初めには、「Yellow Dog Records」レーベルにより、従前のものより改善された音質で、セッション・テープを完全に収録したCD38枚からなる『Day by Day』シリーズが発売された。2003年1月には、凡そ500本のオリジナルのセッション・テープがイギリスとオランダで警察の手により回収され、5名が逮捕された。この捜索の後も、「Purple Chick」レーベルは、自分達が有するテープ音源を『A/B Road』と題して、オンラインで無償配布を続けている。

### 解散後
解散後のメンバーのソロ時代の音源も数々の海賊盤になっているが、特筆すべきものに、ビートルズ解散後にレノンとマッカートニーが共演、録音したものとして唯一知られている音源がある。スティーヴィー・ワンダー、ハリー・ニルソンらと行われたこのジャム・セッションは1974年3月28日、ロサンゼルスのバーバンクにあるスタジオで行われた。このときの音源は、1992年に出た海賊盤『A Toot and a Snore in '74』で、初めてその一部が明らかになった。音源は、演奏の出来よりもその歴史的重要性により知られている。

### アンソロジーの海賊盤
未公開音源を幅広く収録した『The Beatles Anthology』の続編CDが海賊盤業者によって発売されている。収録曲がお互いに重複しているものもある。
主な『The Beatles Anthology』の海賊盤
- The Beatles Anthology Plus
- The Beatles Anthology More
- The Beatles Anthology Extra
- The Beatles Anthology 2000
- The Beatles Let It Be Anthology
- The Beatles Get Back Anthology
- The Beatles Anthology 4
- The Beatles Anthology 5
- The Beatles Anthology 6
- The Beatles Anthology Outtakes 1
- The Beatles Anthology Outtakes 2
- The Beatles Anthology Outtakes 3
- The Beatles Anthology Demos
- The Beatles Anthology Mixes
- John Lennon Anthology
- Paul McCartney Anthology
- George Harrison Anthology
- Ringo Starr Anthology

### 公式アルバムのリマスター盤
1987年にビートルズの公式アルバムがCD化されてから、デジタル技術の進歩に伴い、オーディオマニアの間で公式CD盤の音質に対する不満が高まっていった。そこで海賊盤業者の中には、ビートルズの公式作品群の状態のよいモノラル盤とステレオ盤を高級オーディオ機器で再生、デジタル化するなどして、自らリマスターCDを製作する者が現れた。こうして作られた非公式のコピー盤は、厳密な意味での海賊盤の定義には当てはまらないが、製造方法や流通経路は海賊盤と共通している。
広く出回った非公式リマスター盤として挙げられるのは、『Millennium Remasters』シリーズや、「DLH Records」レーベルのシリーズ、また「Dr. Ebbetts」として知られる海賊盤業者によるシリーズである。海賊盤業者の中には「Purple Chick」のように、アウトテイクを追加収録した独自のリマスター盤をネット上でのダウンロードでのみ配布している者もある。
2009年9月9日に、モノラル盤とステレオ盤が公式にリマスターされたことにより、これら非公式リマスター盤は廃れたようである。「Dr. Ebbetts」は、公式リマスター盤の音質を自らのリマスター盤より優れているとして、今後独自のリマスター盤製作は行わないと表明している。

### 公式レコード盤のCD化
ビートルズが発表した公式レコード盤の中には『The Beatles at the Hollywood Bowl』（2016年初CD化）など、長年CD化されていなかったものが幾つか存在する。一部の海賊盤業者はこれらのレコード盤を前述した非公式リマスター盤と同様に状態の良いものをオーディオ機器で再生、デジタル化してCDとして販売している。

## 海賊盤になっていない音源
文書上の記録や関係者の証言から、ビートルズの音源にはいまだかつて流出したことのないものが、まだ存在すると考えられている。
グループ結成初期から、レノン＝マッカートニーのインストゥルメンタル曲「Winston's Walk」や「When I'm Sixty-Four」と「Ask Me Why」の初期ヴァージョンを録音した、1960年のクオリーメンのリハーサルのテープが存在すると報じられている 。また、歴史的に興味深いものとして、1962年中頃にキャヴァーン・クラブで行っていたショーのうちの18曲を、観客が録音したテープがある。テープにはビートルズによるカバー曲の中でも、ブルース・チャンネルのヒット曲「Hey! Baby」やジェームズ・レイの「If You Gotta Make a Fool of Somebody」、ボビー・ヴィーのヒット曲「Sharing You」など、これ以外にはビートルズによる演奏が残されていない曲も含まれている。このテープは1985年にオークションに於いてポール・マッカートニーにより落札されたが、『The Beatles Anthology』には1曲も収録されていないことから、音質が劣悪なものと推測されている。
ビートルズのメンバーが個々で録音したデモの多くにも、まだ公開されたことがないものがある。レノンの未公開デモには、「Do You Want to Know a Secret」、「I Call Your Name」、「No Reply」、「In My Life」、「Hold On, I'm Comin'」、「Good Night」などがある。マッカートニーの未公開デモには、「A World Without Love」、「It's for You」、「What Goes On」、「Eleanor Rigby」、「Etcetera」、「The Long and Winding Road」などがある。
『The Beatles Anthology』や海賊盤により、ビートルズのアウトテイクで興味深いものの大半は明らかになっている。しかしながらEMIの保管庫にはまだ、将来発表されることが期待される未公開の音源が残っていることが知られている。そのような音源の1つに、1967年に芸術祭のために製作された14分間のサウンド・コラージュ「Carnival of Light」がある。一時『The Beatles Anthology』への収録も検討され、マッカートニーもこれを支持していたが、最終的には未収録に終わった。また、1968年7月18日録音の「Helter Skelter」のテイク3は、27分という演奏時間の長さで有名だが、『The Beatles Anthology 3』に収録された同曲のアウトテイクは、12分35秒のテイク2を4分38秒に編集したものだった。プロデューサーのジョージ・マーティンは、なぜ長いテイクを収録しなかったのかとの問いに対し、「退屈だと思う」と答えている。
クオリーメンが当時のメンバーであったコリン・ハントンの家で行ったリハーサルのテープのように、録音されたが音源が失われたか、もしくはもともと存在しなかったと思われるものもある。BBC の文書には、「Sheila」と2ヴァージョンの「Three Cool Cats」が録音された記録があるが、放送はされていない。テープは、1963年終わり頃より以前のスタジオでのセッション・テープと同様、再利用されたか廃棄されたと思われる。アメリカのロカビリー歌手カール・パーキンスは、1964年6月1日の深夜に、スタジオでビートルズとジャム・セッションを行ったと述べているが、これは録音されなかった可能性が高い。ポール・マッカートニーは1960年に手紙の中で、「Looking Glass」、「Years Roll Along」、「Keep Looking That Way」など、レノン＝マッカートニー作の数曲の題名に言及しているが、それらの曲のリハーサルが当時録音されたことを示す証拠は見つかっていない。
最後にもう1つ未流出の音源として、1994年から1995年の間に行われた『The Beatles Anthology』一連のセッションがある。公式に発表された2曲のほかに、もう2曲のレノンのデモ、「Now and Then」と「Grow Old with Me」にも、残る3人のビートルズにより追加録音が行われた。「Now and Then」は『The Beatles Anthology 3』の3曲目の新曲になる寸前だったが、その前に発表された2曲よりもさらに多くの作業が必要であったため、未完成に終わった。また、マッカートニーとハリスンによる新曲「All for Love」も、このセッションで3人によって録音されたと伝えられているが、未完成となっている。「グロー・オールド・ウィズ・ミー」は2019年にスターがカバーし、マッカートニーがベースとバックコーラスで参加したほか、ハリスンが作曲した「Here Comes The Sun」の一節が加えられた。「ナウ・アンド・ゼン」はAI技術を使用してレノンのボーカルを抽出し、ハリスンのライブラリー演奏を使用して、マッカートニーとスターが新たに録音された楽器のパートを加えて完成させ、2023年に「ビートルズ最後の新曲」として発売された。

## 偽物・真贋に論争のある海賊盤音源
多くの楽曲が誤ってビートルズの未発表曲として、海賊盤業者によって紹介されてきた。以下は、過去にビートルズのアウトテイクであると誤って銘打たれたことのある楽曲である。
- 「Cheese and Onions」
  - 「レノンのアウトテイク」と銘打たれてビートルズの海賊盤に収録されたことがあるが、実際はラトルズの楽曲である[50]。
- 「Have You Heard the Word」
  - この楽曲のクレジットは「The Fut」とされており、ビートルズとビージーズが演奏に加わっていると噂されている。しかし、1969年のレコーディングに実際に参加したのは、イギリスのミュージシャン、モーリス・ギブ、デュオのティン・ティン（英語版）、そしてビリー・ローリーである。音源はレノンの楽曲にとてもよく似ており、レノンの死後にオノ・ヨーコが、レノンの楽曲として著作権登録してしまったほどである[51]。
- 「The L.S. Bumble Bee」
  - イギリスのコメディアンピーター・クック（英語版）とダドリー・ムーアが、サイケデリック・ミュージックとLSDをちゃかした歌詞を組み合わせて制作したもの。「Lucy in the Sky with Diamonds」が薬物について言及しているとの議論に対する反論という形で、レノンがこの楽曲に関わっていると噂されたが、ムーアはこれを否定している。この楽曲の発表は1967年1月で、『Sgt. Pepper's Lonely Hearts Club Band』より時期的に先である[51]。そのことがあってか1982年にはライノ社のビートルズのパロディやノベルティレコードを集めたコンピレーションアルバム『beatlesong』に収録された。
- 「Peace of Mind/The Candle Burns」
  - この楽曲の音源は、1970年にアップルのゴミ箱の中から発見されたと伝えられている[52]。1973年に初めて登場し[53]、数十年にわたって数多くの海賊盤に収録された[52]。ビートルズの伝記作家であるマーク・ルイソン（英語版）（『The Complete Beatles Chronicle』）やダグ・サリピー（『The 910's Guide to The Beatles' Outtakes』）は、それぞれビートルズを題材とした著書の中で本作について触れていないが、リッチー・アンターバーガー（英語版）は、著書『The Unreleased Beatles: Music & Film』の中で、ビートルズの楽曲であるという可能性が僅かにあるとしたうえで、「驚くべき証拠が見つからないかぎり、ビートルズの未発表曲ではないと仮定しなくてはならない」と述べている[54]。